# Франц Беме
Франц Фридрих Беме (Целтвег, Штајерска, 15. април 1885 — Нирнберг, 29. мај 1947) био је аустријски и немачки пешадијски генерал и ратни злочинац.
Пре Другог светског рата, био је командант 30, а касније 32. немачке дивизије. У Другом светском рату најпре је био командант 32. пешадијске дивизије, затим командант 18. брдског корпуса, а од 16. септембра 1941. до новембра 1941. опуномоћени главнокомандујући генерал у Србији. У то време су извршене многобројне масовне одмазде над цивилним становништвом у Србији у Шапцу, Мачви те масакри у Краљеву и Крагујевцу које је настојао оправдати следећом наредбом војницима Вермахта:
„Ваш је задатак да прокрстарите земљом у којој се 1914. потоцима лила немачка крв услед подмуклости Срба, мушкараца и жена. Ви сте осветници тих мртвих. За целу Србију створити застрашујући пример који мора погодити целокупно становништво.”
Од 24. јуна до 17. јула 1944. био је командант 2. оклопне армије, која је оперисала на Балкану, углавном на територији Југославије; касније је био командант 20. армије у Норвешкој. Суђено му је у Нирнбергу на Талачком суђењу као одговорном за масакр хиљада српских цивила. Извршио је самоубиство скочивши с четвртог спрата затворске зграде.